# Кривонос, Максим

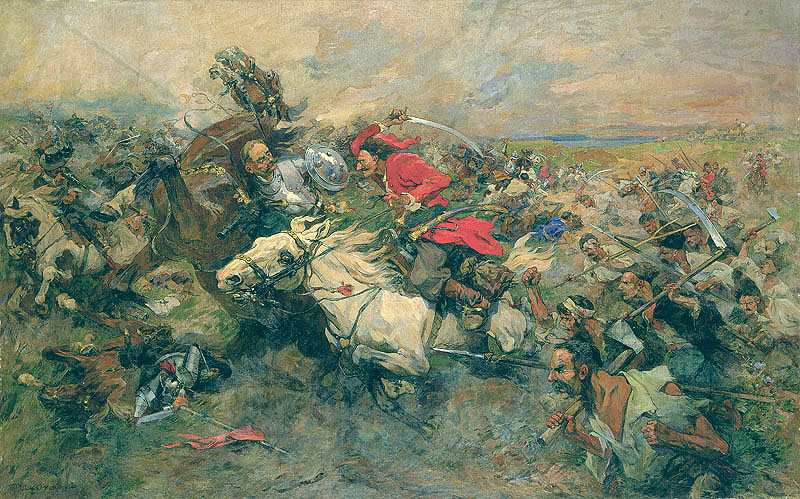
Картина Николая Самокиша «Бой Максима Кривоноса с Иеремией Вишневецким»

Макси́м Кривоно́с (укр. Максим Кривоніс, также известен под прозвищем Перебейнос; ум. сер. ноября 1648) — украинский военный деятель, казацкий предводитель, Лисянский полковник, один из руководителей казацко-крестьянских восстаний во время Хмельнитчины, один из ближайших соратников Богдана Хмельницкого.
В 1648 году был наказным гетманом у четырёх полков: Лисянского, Корсунского, Белоцерковского и Уманского.

## Биография до 1648 года
Каких-либо достоверных сведений о происхождении нет. Исследователи (В. Липинский, Н. Полонская-Василенко) утверждают что Максим Кривонос — «шотляндець з походження». «Енциклопедія українознавства» пишет: «міщанин з Острога чи Могилева». Советские историки (С. Майборода, Л. Полухин, Ю. Мицик), ссылаясь на его прозвище «Ольшанский», склоняются к версии происхождения из села Ольшана (современная Черкасская область).

## Роль в восстании Хмельницкого
Возглавил движение украинских крестьян, казаков и городской бедноты на Брацлавщине, в Подолье и на Волыни. Кривонос проявил себя талантливым военачальником: в Корсунском сражении 1648 года, засадный отряд под его командованием сыграл большую роль в разгроме польского войска; в том же году отряды Кривоноса одержали победы в битвах под Пилявцами, Махновкой и Староконстантиновом, овладели крепостью Высокий замок во время осады Львова.
Некоторые историки часто обвиняют Кривоноса и его казаков в насилии и разного рода зверствах. В этом плане представляет интерес письмо Кривоноса к шляхтичу, который попросил не разорять его имение:

Е. м. п. Димитр … просил меня, чтобы я, идя за войском, имения е. м. кн. не разорял. Я же не хочу только, чтобы вы по милости своей не запрещали [брать] хлеб у панских подданных …
Если ты хочешь так, как кн. е. м. п. Вишневецкий дать бой, то мы в этом не препятствуем. Но если только второй раз попадешься, то не обижайся, ибо мы другим путём не идем, только за е. м. п. Вишневецким … И ему будет [оказана] та честь, что и п. Потоцкому, и п. Калиновскому, ибо всюду по дорогам виселицы и колы, а на колах люди невинные заживо муки терпят от его рук.
… Но кто смирный и будет оставаться в мире, пусть высылает мне навстречу достойных людей раньше, нежели пойду туда, куда нужно.
Вверяю себя милости в. м. как благожелательный друг и слуга, Максим Кривонос, полковник Войска к. е. м. Запорожского.
— 1648 г. июня. — Письмо М. Кривоноса из-под Константинова польскому полковнику К. Корицкому
Тем не менее Кривоноса вместе с Хмельницким обвиняют в систематическом геноциде евреев в 1648-49 годах, когда по подсчетам историков было убито от 100.000 до 300.000 евреев. В 2010 году Архиепископ Тульчинский и Брацлавский Ионафан Украинской православной церкви Московского патриархата обвинил казацкое войско Богдана Хмельницкого в этнических чистках и преднамеренном убийстве тысяч евреев на Правобережной Украине. Эти же обвинения повторил в 2018 году польский премьер-министр Матеуш Моравецкий, который поместил Богдана Хмельницкого в числе тех, кто совершал величайшие преступления против еврейского народа.
Кривонос умер во время осады крепости Замостье. Достоверных сведений о причине его смерти нет. Согласно наиболее распространённой версии, он умер от какой-то эпидемической болезни («чумы»). По другой версии, Кривонос умер от полученной в бою раны.

## Память
- В честь М. Кривоноса названа улица в Соломенском районе Киева, во Львове, Тернополе, Кривом Роге, в г. Лубны Полтавской обл.

### Образ в кино
- Богдан Хмельницкий (фильм, 1941; СССР). Режиссёр Игорь Савченко, в роли Кривоноса — Никита Ильченко.
- Триста лет тому… (фильм, 1956; СССР). Режиссёр Владимир Петров, в роли Кривоноса — Артем Тарский.
- «Огнём и мечом» / «Ogniem i mieczem» (1999; Польша). Режиссёр Ежи Гоффман, в роли Кривоноса — Мацей Козловский.